# La Farge (Wisconsin)
Pour les articles homonymes, voir La Farge.
La Farge est un village du comté de Vernon, dans l'État du Wisconsin, aux États-Unis. En 2020, il comptait une population de 730 habitants.